# Stephan Beck
Stephan Beck (* 1974 in Schwäbisch Gmünd) ist ein deutscher Organist und Hochschullehrer.

## Leben
Beck studierte Schulmusik und Kirchenmusik (A-Examen) an der Staatlichen Hochschule für Musik und Darstellende Kunst in Stuttgart. Er ergänzte diese Ausbildung durch Meisterkurse unter anderem bei Jean Boyer in Lyon und Daniel Roth in Paris.
Von 1997 bis 2001 hatte Beck einen Lehrauftrag an der Pädagogischen Hochschule Schwäbisch Gmünd inne, seit 2001 lehrt er dort in der Abteilung Musik ordentlich die Fächer Ensembleleitung, Schulpraktisches Klavierspiel, Klavier und Orgel. Außerdem ist er Leiter des Hochschulchores und des Hochschulorchesters. Von 2002 bis 2011 war er auch als Lehrbeauftragter für Schulpraktisches Klavierspiel an der Staatlichen Hochschule für Musik und Darstellende Kunst in Stuttgart tätig. Von 2017 bis 2020 war er zudem an das Benedikt-Maria-Werkmeister-Gymnasium in Neresheim teilabgeordnet.
Beck übernahm 1999 die Position des Münsterorganisten an der Klais Orgel des Gmünder Münsters von seinem Vater Hubert Beck und ist dort seit 2011 zudem Münsterchordirektor. Er ist Mitglied im Direktorium und Kuratorium des Festivals Europäische Kirchenmusik in Schwäbisch Gmünd und seit 2009 ständiges Mitglied der Jury des Internationalen Wettbewerbs für Orgelimprovisation im Rahmen des Festivals. Zudem ist er künstlerischer Leiter des Philharmonischen Chores Schwäbisch Gmünd. Diverse Konzertreisen führten ihn ins europäische Ausland sowie nach Übersee.
An Weihnachten 2017 wurde im Rahmen der Feierlichkeiten im Gmünder Heilig-Kreuz-Münster bekanntgegeben, dass Beck zum Kirchenmusikdirektor ernannt werde. Am 23. Februar 2018 wurde ihm im Gmünder Franziskaner der Titel durch die Diözese Rottenburg-Stuttgart verliehen. Beck promovierte mit der Dissertation Die Autorschaft der Choralpartita `Herr Christ, der einig Gottes Sohn´ BWV Anh. 77. im Bereich Musikwissenschaft bei Thomas Seedorf an der Hochschule für Musik Karlsruhe zum Dr. phil.

## Auszeichnungen
- 1998 Sonderpreis sowie Anerkennung im Bereich Improvisation beim Wettbewerb Schulpraktisches Klavierspiel - Grotrian Steinweg[6]
- 2000 Erster Preis für Improvisation beim Wettbewerb Schulpraktisches Klavierspiel - Grotrian Steinweg der Musikhochschulen und Universitäten der Bundesrepublik Deutschland in Weimar[1]
- 2018 Verleihung des Titels Kirchenmusikdirektor durch die Diözese Rottenburg-Stuttgart

## Publikationen (Auswahl)
Schriften
- Bachs Choralpartita "Herr Christ, der einig Gottes Sohn" BWV 1176 (BWV Anh. 77): musikalisch-theologische Konzeption von Mehrsätzigkeit im Frühwerk, Bärenreiter, Basel 2022, ISBN 978-3-7618-2607-2.
- u. a. mit Ewald Liska: Festschrift 25 Jahre Festival Europäische Kirchenmusik Schwäbisch Gmünd. Einhorn-Verlag, Schwäbisch Gmünd 2013.
- Stationenlernen im Musikunterricht. 3. Lernzirkel Musik und Sprache - Musik der Klassik Buch. Akademie für Lehrerfortbildung und Personalführung. Dillingen an der Donau, 2003.

Tonträger
- Orgelmusik zur Weihnachtszeit, Stephan Beck an der Orgel des Heilig-Kreuz-Münsters Schwäbisch Gmünd. Schwäbisch Gmünd 2008.